# Liste des sites mégalithiques en Andorre
 (février 2020).
Si vous disposez d'ouvrages ou d'articles de référence ou si vous connaissez des sites web de qualité traitant du thème abordé ici, merci de compléter l'article en donnant les références utiles à sa vérifiabilité et en les liant à la section « Notes et références ».
Cet article recense les sites mégalithiques en Andorre.

## Liste
| Site           | Type               | Paroisse            | Notes                    | Coordonnées                 | Image |
| -------------- | ------------------ | ------------------- | ------------------------ | --------------------------- | ----- |
| Feixa del Moro | Site préhistorique | Sant Julià de Lòria | Ensemble de trois cistes | 42° 26′ 11″ N, 1° 29′ 32″ E |       |